# Гейман, Василий Георгиевич
Васи́лий Гео́ргиевич Ге́йман (2 [14] ноября 1887; Темир-Хан-Шура, Российская империя — 14 марта 1965; Ленинград, СССР) — русский и советский историк, палеограф, археограф и источниковед. Специалист по древнерусскому праву, социально-экономической истории, дипломатике и кодикологии. Член Общества любителей древней письменности и Общества библиотековедения. Участник Первой мировой войны, георгиевский кавалер.

## Биография
В. Г. Гейман родился 2 (14) ноября 1887 года в Темир-Хан-Шура (ныне Буйнакск) в дворянской семье. Отец Георгий Васильевич Гейман — из служащих, статский советник. Мать — учительница. Дед Василий Александрович Гейман — генерал-лейтенант русской армии, георгиевский кавалер, участник Кавказской и Русско-турецкой (1877—1878) войн.
В. Г. Гейман учился в Императорском училище правоведения как кавказский пансионер. В 1906 году поступил на юридический факультет Санкт-Петербургского университета. Специализировался по истории русского права, был учеником академика М. А. Дьяконова. В 1911 году В. Г. Гейман окончил СПбУ и был оставлен без стипендии при кафедре истории русского права для подготовки к профессорскому званию. В том же году он поступил делопроизводителем на службу в Государственный банк. С 1912 по 1914 год учился в Санкт-Петербургском археологическом институте. Изучал в нём палеографию, археографию и дипломатику. Летом 1913 года В. Г. Гейман, будучи в зарубежной научной командировке, совершил путешествие по Англии, Бельгии и Франции, а в 1914 ездил в Турцию, Грецию и Египет.
В 1914 году с началом Первой мировой войны В. Г. Гейман поступил вольноопределяющимся в Русскую армию. Служил рядовым в команде связи в лейб-гвардии Павловском полку. Принимал участие в Брусиловском прорыве. Был ранен и по болезни глаз в феврале 1917 года освобождён от военной службы. За боевые отличия В. Г. Гейман был награждён Георгиевской медалью и Георгиевским крестом 4-й степени.
После демобилизации в 1917 году из армии В. Г. Гейман вернулся на службу делопроизводителем в Государственный банк, в котором продолжал работать до августа 1919 года. Вместе с тем он с 1918 до 1922 года работал ассистентом Факультета общественных наук в Петроградском университете. С 23 марта того же 1918 года, желая работать по специальности над источниками по русской истории, В. Г. Гейман по рекомендации М. А. Дьяконова был принят в Российскую публичную библиотеку (с 1925 — Государственная публичная библиотека). Однако, в Рукописном отделении, куда М. А. Дьяконов рекомендовал В. Г. Геймана, на тот момент не было вакансий, и его определили делопроизводителем в канцелярию Библиотеки. После был переведён на должность правителя дел, затем — учёного секретаря, а в мае 1919 года был переведён в Рукописное отделение младшим помощником библиотекаря. Одновременно с этим он с 1919 по 1920 год служил в Центральном комитете государственных библиотек. С 1920 по 1925 год был учёным секретарём Высших курсов библиотековедения при РПБ. В 1920—1923 годах избирался от библиотечных работников членом Комитета Библиотеки. Как представитель Комитета в 1921—1922 годах состоял членом и секретарём Правления РПБ. В 1925 году В. Г. Гейман был членом бюро Научных совещаний Библиотеки, а в 1927 вступил в должность главного библиотекаря Рукописного отделения ГПБ.
В 1919—1921 годах В. Г. Гейман вновь состоял при Петроградском университете для подготовки к профессорскому званию, а после работал в нём ассистентом по кафедре русского права. В 1925 году он по совместительству был принят внештатным сотрудником в Археографическую комиссию АН СССР (в 1926 объединена с Постоянной исторической комиссией АН в Историко-археографическую комиссию при АН СССР, в 1931 году переименована в Историко-археографический институт АН СССР, в 1936 преобразован в Ленинградское отделение Института истории АН СССР). В 1930 году В. Г. Гейман был переведён в штат научным сотрудником по договору, а в 1934 перешёл на половину оклада в ГПБ и полностью был включён в штат ИАИ АН СССР на должности старшего научного сотрудника (специалиста). Весной 1935 годе ему без защиты диссертации была присвоена учёная степень кандидата исторических наук. В 1937 году В. Г. Гейман уволился из ГПБ и полностью перешёл в ЛОИИ АН СССР, где, в частности, в разное время занимал должности учёного секретаря и заведующего архивом.
Во время Великой Отечественной войны В. Г. Гейман оставался в Блокадном Ленинграде, а летом 1942 года вместе с большей частью научных сотрудников ЛОИИ АН СССР был эвакуирован в Ташкент. По возвращении после войны в Ленинград он 16 июня 1945 года вновь был зачислен на полставки в ГПБ с обязанностями заместителя заведующего Отдела рукописей, оставаясь при этом на основной работе в ЛОИИ. В качестве сотрудника Библиотеки совершил две археографические экспедиции — одну на остров Кий, а другую в Сыктывкар и Великий Устюг. В 1946—1949 годах преподавал палеографию на Историческом факультете Ленинградского государственного университета.
В 1951 году В. Г. Гейман вышел на пенсию, и в связи с этим был освобождён от работы в ЛОИИ АН СССР. В следующем 1952 году он полностью перешёл в Отдел рукописей ГПБ, где работал до 1963 года. Был членом Общества любителей древней письменности и Общества библиотековедения.
В. Г. Гейман умер 14 марта 1965 года в Ленинграде. Был похоронен на Успенском кладбище в Парголово (Ленинград).

## Семья
Жена Зинаида Семёновна Кухаренко (1897—1974) — историк, сотрудница Государственной Публичной библиотеки им. М. Е. Салтыкова-Щедрина (1917—1937), затем педагог.

## Научные вклад и направление
В область научных интересов В. Г. Геймана входили палеография, археография, источниковедение, дипломатика и кодикология. Также специализировался на теме древнерусского права, социально-экономической истории России XVII века, истории народов СССР и исторических биографий.
Первые работы В. Г. Геймана были посвящены исследованиям русских средневековых юридических памятников. Особый интерес он уделял «Псковской Судной грамоте», текст которой В. Г. Гейман подготовил к изданию в 1930-х годах. Однако эта работа так и не была опубликована, и её текст ныне хранится в Отделе рукописей Российской национальной библиотеки. Во время работы в Историко-археографическом институте и Ленинградском отделении Института истории АН СССР он участвовал в сборе материалов и исследованиях по экономической истории России, истории народов СССР и переиздании древнерусских памятников письменности. Принимал участие в подготовке «Трудов Историко-археографического института» и «Материалов по истории народов СССР», а также в подготовке к изданию «Русской Правды» и «Истории культуры Древней Руси».
Кроме работы в Отделе рукописей Государственной публичной библиотеки им. М. Е. Салтыкова-Щедрина, В. Г. Гейман также занимался решениями различных общебиблиографических вопросов. Исполнял обязанности секретаря редактора «Сборников РПБ», а в 1924 году был включён в ударную группу по составлению указателя к «Отчётам ИПБ». Как представитель Библиотеки участвовал в работах II Всероссийской конференции научных библиотек, во Всероссийском и Всесоюзном съездах архивных деятелей. Также работал в аспирантуре РПБ. Участвовал и руководил работой по описанию собраний рукописных книг Кирилло-Белозерского, Михайловского (Великий Устюг) и других монастырей, а также по составлению собрания грамот А. С. Орлова в «Трудах Государственной Публичной библиотеки им. М. Е. Салтыкова-Щедрина» (1957. Т. 1 [4]), «Юрнала» вице-адмирала Я. С. Барша за 1707—1740 годы в «Сборнике Государственной Публичной библиотеки им. М. Е. Салтыкова-Щедрина» (1954—1955. Т. 2—3) и каталогов рукописей по истории Ленинграда (1954). Редактировал рукописные материалы о войне 1812 года (1961) и каталог фонда М. М. Сперанского (1962).
Работы В. Г. Геймана публиковались в таких журналах и сборниках, как: «Начала», «Дела и дни», «Русский исторический журнал», «Исторический журнал», «Труды ЛОИИ», «Труды Археографической комиссии», «Труды ГПБ», «Избранные Труды по археографии», «Летопись занятий Археографической комиссии», «Исторический сборник», «Сборник РПБ», «Проблемы источниковедения» и др.

## Награды
- Георгиевская медаль
- Георгиевский крест 4-й степени
- Медаль «За оборону Ленинграда»
- Медаль «За доблестный труд в Великой Отечественной войне 1941—1945 гг.»

## Основная библиография
Исследования
- Псковская Судная грамота. Изд. Археографической комиссии. СПб., 1904. Рец.: Дела и дни. 1921. Кн. 2. С. 199—204.
- Несколько новых данных, касающихся «задворных людей» // Сборник статей по русской истории, посвящённый С. Ф. Платонову. Петроград, 1922. С. 39—48.
- Несколько новых документов, касающихся истории сельского населения Московского государства XVI столетия // Сборник Российской публичной библиотеки. Т. 2. Материалы и исследования. Вып. 1 . Пг., 1924. С. 267—294.
- Соляной промысел гостя И. Д. Панкратьева в Яренском уезде в XVII в. (Материалы по истории русской промышленности) // Летопись занятий Археографической комиссии за 1927—1928 гг. Л., 1929. Вып. 53. С. 11—38.
- Правила издания документов XVI—XVII вв. (Участие в коллективной работе). М., 1936. Проблемы источниковедения. Т. 2.
- Мануфактурные предприятия Петербурга // Петербург петровского времени. Очерки / под ред. А. В. Предтеченского. Л., 1948. С. 49—72.
- «Сочение следа» в Белозерском уезде XVII в. // Вопросы экономики и классовых отношений в Русском государстве XII—XVII вв. М.; Л., 1960. С. 91—100 (Труды ЛОИИ).
- Право и суд // История культуры Древней Руси. М.; Л., 1951. Т. 2. С. 141—144.
- Шведская интервенция. Народная война против шведских оккупантов (совм. с И. П. Шаскольским) // Очерки истории СССР. Конец XVI — начало XVII вв. М., 1955. С. 563—576.
- Мануфактура (совместно с Н. В. Устюговым) // Очерки истории СССР. XVII в. М., 1955. С. 87—113.
- О некоторых своеобразных юридических документах XVII в. // Исторический архив. 1962. № 3. С. 182—192.
- Описание рукописей М. Горького. Вып. 1. Художественные произведения / под ред. С. Д. Балухатого // Описание рукописей ГПБ. М.; Л., 1936.
- Краткая опись древнерусских грамот, хранящихся в Отделе рукописей Гос. Публичной библиотеки им. М. Е. Салтыкова-Щедрина. Вып. 2—4 // Краткий отчёт о новых поступлениях за 1939—1946. Л., 1951; … за 1947—1949. Л., 1952 (в соавт. с Е. Э. Гранстрём); … за 1950—1951. Л., 1953 (в соавт. с Е. Э. Гранстрём);
- Каталог древнерусских грамот, хранящихся в Отделе рукописей Государственной Публичной библиотеки им. М. Е. Салтыкова-Щедрина в Ленинграде, 1647—1660 гг. Л., 1960 (в соавт. с Е. Э. Гранстрём).

Публикации документов
- Крепостная мануфактура в России. Ч.1. Тульские и Кашинские железные заводы. Л., 1930. (Участие в подготовке текста). (АН СССР. Труды Археографической комиссии).
- Материалы по истории Узбекской, Таджикской и Туркменской ССР. Ч. 1. Торговля с Московским государством и международное положении Средней Азии в XVI—XVII вв. (АН СССР. Труды Историко-археографического института и Института востоковедения. Материалы по истории народов СССР. Вып 3). Л., 1932. (Сост. тома).
- Хозяйство крупного феодала-крепостника XVII в. (Подготовка текста, археографические введения, вводные статьи). М.; Л., 1933—1936. (АН СССР. Историко-археографический институт. Материалы по истории феодально-крепостнического хозяйства. Вып. 1—2).
- Колониальная политика Московского государства в Якутии XVII в. Л., 1936. (АН СССР. Труды Историко-археографического института. Т. 14). (Редактирование и археографическое введение).
- Правда Русская. М.; Л., 1947. Т.2. Комментарии. (В соавт. с Б. В. Александровым, Г. Е. Кочиным, Н. Ф. Лавровым, Б. А. Романовым) / под ред. Б. Д. Грекова.
- Письма А. В. Головина Н. В. Ханыкову // Исторический архив. Т. 5. 1950 С. 342—391. (Подготовка текста, комментарии).
- «Юрнал» вице-адмирала Я. С. Барша. Ч. 1—2. (Подготовка текста и комментарии) // Сборник ГПБ. Т. 2—3. Л., 1954—1955. С. 7—74, 7—49.
- Материалы по истории русской соляной промышленности. (Тотемский соляной промысел Спасо-Прилуцкого монастыря в 1622/1623 гг.) // Труды ГПБ. Т. V (8). Л., 1958. С. 71—89.